# 厄瓜多爾鐵道路線
厄瓜多爾鐵道路線（西班牙語：Empresa de Ferrocarriles Ecuatorianos）是厄瓜多爾全國鐵路。鐵路系統旨在連接太平洋沿岸和安第斯高地。經過幾十年的服務，鐵路在1997年和1998年厄爾尼諾現象期間的強降雨以及泛美公路吸走乘客時普遍被忽視，嚴重損壞了路基。
其中跨安第斯鐵路長450公里，屬窄軌鐵路，建於1873年至1908年間，連接了高地和沿海地區。它是19世紀末至20世紀初工程技術的典範，其穿越雄偉安第斯山脈（從瓜亞基爾至基多）的建造難度，當時被譽為「世界最難修建的鐵路」。約4,000名牙買加工人參與熱帶路段建設，令其成為了種族、文化、語言、宗教交融的熔爐。以阿勞西至布凱一段為例，該處坡度下降幅度高達5.5%，途中須穿過名為「魔鬼之鼻」（Devil’s Nose）的玄武安山岩。鐵路不僅促進了區域間貿易與習俗傳統的深度融合，更通過瓜亞基爾港口加強了國際聯繫。该铁路线也在厄瓜多世界文化遗产的預備名單中。